# Cinq méditations sur la mort autrement dit sur la vie
Cinq méditations sur la mort autrement dit sur la vie est un essai de François Cheng paru en octobre 2013.
Il a été couronné du Prix des écrivains croyants en 2014.

## Résumé
Dans cet ouvrage, François Cheng, poète, écrivain et calligraphe, s'exprime sur la vie à la lumière de la mort.
Tout comme Cinq méditations sur la beauté (2006), ce livre est né à partir de conversations et de dialogues entre amis.
L'auteur nous propose au cours de sa première méditation d'inverser notre regard sur la mort. Celle-ci ne doit pas être dévisagée à partir de notre vie, mais il faudrait envisager la vie à partie de notre mort. L'auteur aborde ensuite tous les thèmes de la métaphysique, de la création du monde au problème du mal), et évoque de nombreux sujets tels que l'unicité de la vie, l'existence humaine, le yin et le yang, le vide et le plein, le souffle, etc.